# Groupement I/2 de Gendarmerie mobile
Le groupement I/2 (GGM I/2) était un groupement de Gendarmerie mobile implanté à Bouliac (33) et appartenant à la région de Gendarmerie de Bordeaux. Dissous en août 2012, il disposait de 4 escadrons situés en Aquitaine, ainsi que de 2 escadrons de réserve. Ils seront transférés sous les commandements du groupement II/2 de Mont-de-Marsan et du groupement IV/2 de Limoges.

## Transferts et implantation des unités
À la suite de la dissolution du groupement, ses escadrons sont placés sous le commandement des GGM II/2 et GGM IV/2.
- 4 escadrons situés en Aquitaine :
  - EGM 12/2 à Bouliac transféré au groupement II/2 en tant qu'EGM 26/2.
  - EGM 13/2 à Marmande transféré au groupement II/2 en tant qu'EGM 27/2.
  - EGM 14/2 à Périgueux transféré au groupement IV/2 en tant qu'EGM 47/2.
  - EGM 15/2 à La Réole transféré au groupement II/2 en tant qu'EGM 28/2.
- Deux escadrons de réserve dissous à la suite de la création de la réserve territoriale en janvier 2015 :
  - ERGM 111/2 à Bouliac
  - ERGM 112/2 à Bouliac

### Dissolution
- EGM 11/2 à Bouliac dissous le 1er septembre 2011[2].